# Boljkovac (Uskoplje, BiH)
Boljkovac je naseljeno mjesto u općini Uskoplje, Federacija Bosne i Hercegovine, BiH.
Boljkovac je smješten u Privoru. Kroz naselje protiče rijeka Vrbas.

## Stanovništvo

### 1991.
Nacionalni sastav stanovništva 1991. godine, bio je sljedeći:
ukupno: 397
- Muslimani - 396
- ostali, neopredijeljeni i nepoznato - 1

### 2013.
Nacionalni sastav stanovništva 2013. godine, bio je sljedeći:
ukupno: 322
- Bošnjaci - 321
- ostali, neopredijeljeni i nepoznato - 1